# قائمة حفريات الرئيسيات
هذه قائمة بحفريات الرئيسيات - الرئيسيات المنقرضة التي يوجد لها سجل أحفوري. يعتقد عموما أن الرئيسيات قد تطورت من ثدييات الصغيرة غير المتخصصة، والتي ربما كانت تتغذى على الحشرات والفواكه. ومع ذلك، فإن المصدر الدقيق للرئيسيات لا يزال موضع جدل، وحتى أن أصلهم ككانئات شجرية تعيش على الأشجار قد تم استجوابه في الآونة الأخيرة. و كما قيل، فإن العديد من أوامر الثدييات الأخرى شجرية أيضًا، ولكنها لم تطور نفس خصائص الرئيسات. في الوقت الحاضر، بعض الأجناس المعروفة، مثل ال Purgatorius و شبيه الأدابيس ، التي يعتقد أنها أقدم رئيسة لوقت طويل، لا تعتبر عادة كذلك من قبل مؤلفين حديثين، الذين يميلون إلى تضمينهم في الترتيب الجديد أشباه الأدبيات (بالأنجليزية: Plesiadapiformes) و ضمن طبقة فوق الرئيسيات.
هناك نقاش أكاديمي حول وقت ظهور الرئيسيات الأولى. واحدة من أحفوريات الأحافير الأولية المحتملة هي إشكالية التياتلاسيوس كولتشي (بالأنجليزية: Altiatlasius koulchii) ، وربما تكون أوميوميديا (بالأنجليزية: Omomyid) ، ولكنها ربما تكون من نوع أشباه الأدبيات (بالأنجليزية: Plesiadapiform) ، التي عاشت في المغرب، خلال فترة العصر الباليوسيني منذ حوالي 60 مليون سنة. ومع ذلك، فقد قدرت دراسات أخرى، بما في ذلك دراسات الساعة الجزيئية، أن أصل فرع الرئيسيات كان في منتصف العصر الطباشيري ، حوالي 85 مليون سنة، أي، في وقت سابق لانقراض الديناصورات وانتشار الثدييات. على الرغم من ذلك، يبدو أن هناك إجماعًا حول أصل أحادي مشترك لرتبة الرئيسيات، على الرغم من أن الأدلة غير واضحة. لا توجد أحافير معروفة يمكن ربطها مباشرة بالقرود الأفريقية المعاصرة، كما أنه لا يمكن أن تعتبر أي من تلك الأحافير ممثلة لآخر سلف مشترك بين القردة المعاصرة وبين البشر.
رتبة الرئيسيات، الذي أنشأها لينيوس في 1758 ، تشمل البشر وأجدادهم المباشرين. ومع ذلك، على النقيض من الرأي العام، فإن معظم الرئيسيات ليس لديهم أدمغة كبيرة بشكل خاص. حيث أن زيادة حجم الدماغ هو صفة ظهرت فقط مع جنس الهومو، بينما كانت غير موجودة في القردة العليا الأولى . في الواقع، فإن الزيادة نسبة حجم دماغ حديثة جدا حيث أنها كانت قبل 1.5 مليون فقط من تلك الخاصة ببعض أنواع الدلفين. وبالتالي فإن نسبة حجم الدماغ بعض الحيتان في الدماغ هي أعلى من معظم الرئيسيات، بما في ذلك أقرب أقارب البشر، مثل أسترالوبيثكس.
هذه القائمة تتبع جزئيا كتاب والتر كارل هارتويغ سجل أحافير الرئيسيات لعام 2002 و كتاب جون ج. فلغل في كتاب تكيف وتطور الرئيسيات (الطبعة الثالثة). لعام 2013. تشير الأقواس حول أسماء المؤلفين (والتواريخ) إلى تغير في الاسم العام للحفرية، كما هو مذكور في القانون الدولية للتسمية الحيوانية (ICZN). منذ نشر الكتاب بالإضافة إلى إنشاء هذه المقالة، تم اكتشاف تفرعات جديدة من الأحافير التي ساعدت في تحسين التصنيف بين الرئيسيات بشكل عام.